# Saint-Mayeux
Saint-Mayeux é uma comuna francesa na região administrativa da Bretanha, no departamento Côtes-d'Armor. Estende-se por uma área de 29,94 km². Em 2010 a comuna tinha 481 habitantes (densidade: 16,1 hab./km²).